# Tabija
Tabija (arab. طابية, fr. Tabia)  – jedna z 52 gmin w prowincji Sidi Bu-l-Abbas, w Algierii, znajdująca się w środkowej części prowincji, około 20 km na południowy zachód od Sidi Bu-l-Abbas. W 2008 roku gminę zamieszkiwało 5761 osób. Numer statystyczny gminy w Office National des Statistiques d'Algérie to 2221.